# В СССР няма секс
„В СССР няма секс“ (на руски: „В СССР секса нет“) е крилата фраза, произнесена от съветска участничка в телемоста Ленинград - Бостън „Жени говорят с жени“, записан на 28 юни и излъчен в ефир на 17 юли 1986 г.
Цялата фраза гласи „У нас в СССР няма секс и ние сме категорично против това“.

## История на фразата
През 1986 г. телеводещите Владимир Познер и Фил Донахю организират телемост, който е сред първите съветско-американски телемостове, режисиран от Владимир Мукусев. По време на разговорите американска участничка в телемоста задава въпрос: „…У нас в телерекламите всичко се върти около секса. Имате ли вие такива телереклами?“
Съветската участничка Людмила Николаевна Иванова (по онова време администратор в хотел „Ленинград“ в едноименния град и представителка на обществената организация Комитет на съветските жени) отговаря: „Секс при нас няма. Ние сме категорично против това.“
След отговора аудиторията избухва в смях и съветска участничка разяснява:
„Секс у нас има, няма реклама!“
В крайна сметка се затвърждава крилатата фраза „В СССР няма секс“.

## Според интервю
Cамата Иванова в интервю за списание „Комсомольская правда“ описва така историята на тази фраза:
„В началото на телемоста американка казва: „Вие заради войната в Афганистан въобще трябва да спрете да правите секс с вашите мъже – тогава те няма да воюват.“ Докато говори, през цялото време показва с пръст. Аз ѝ отговорих: в СССР няма секс, а има любов. И вие по време на войната във Виетнам също не сте преставали да спите с мъжете си.“
Началото на фразата: "А не съм ли права? У нас действително думата „секс“ беше почти неприлична. Ние винаги сме правили не секс, а любов. Ето това и имах предвид".